# لقمه‌ماهی کای
لقمه‌ماهی کای (نام علمی: Urolophus kaianus) نام یک گونه از سرده دم‌تاجی‌ها است.